# Antoine Andrei
Pour les articles homonymes, voir Andrei.
Antoine Andrei député à la Convention, membre du Conseil des Cinq-Cents, est né Antoine François Andrei le 3 août 1733 à Moïta, Pieve di Serra (Corse), fils de Antoine, et mort à Moïta le 4 mai 1815.

## Éducation
Le futur député fit ses premières études en Corse à l'école des moines du couvent de la piève di Serra. Ses parents l'ayant destiné à la carrière ecclésiastique, il fut ordonné prêtre par Mgr de Guernes, évêque d'Aléria. Il quitta peu de temps après la Corse, se rendit en Italie pour compléter ses études à l'Université de Padoue où il ne tarda pas à occuper une chaire de professeur.

## Prêtre, diplomate et librettiste d'opéra
Il obtint plus tard au concours le poste de secrétaire d'ambassade auprès de Giovanni Berlendis, ambassadeur de la république de Venise à la cour de Londres. Pendant son séjour dans la capitale de l'Angleterre, il devint membre de plusieurs sociétés savantes.
À cette époque, le général Pascal Paoli habitait Londres où il s'était réfugié après la défaite de Pontenovo. La réputation dont l'abbé Andrei ouissait attira l'attention de l'ancien chef des Corses qui demanda à le voir. Paoli lui adressa les plus grands éloges et dans la suite l'honora de sa confiance. Andrei fut plus tard attaché à l'ambassadeur de Berlin où il captiva bientôt l'attention et la bienveillance du comte d'Hertzberg, alors ministre d'État de Frédéric II. Il paraît avoir rencontré Giacomo Casanova lors d'un séjour antérieur à Turin.
En 1789, Andrei se rendit à Paris et dut à ses capacités littéraires de devenir compositeur et librettiste pour  l'opéra-bouffe du théâtre de Monsieur. Il fut ensuite nommé directeur de ce même théâtre, ce qui attira sur lui l'attention de la haute société parisienne. Il se montra zélé partisan des idées libérales qui agitaient à cette époque la société française. En 1791, il fut par ordonnance royale envoyé en Corse comme commissaire civil, conjointement à Louis Monestier, à l'effet de rétablir l'ordre dans l'île et d'y réorganiser les diverses administrations. Andrei s'acquitta avec succès de cette importante et difficile mission. 
À son retour il fut complimenté par Louis XVI qui lui fit cadeau d'un service de table que sa famille conserve toujours.

## Un conventionnel très modéré
Envoyé comme député à la Convention par les électeurs de Corte (1792), il siégea parmi les Girondins.Il vota dans le procès du roi l'appel au peuple et le sursis. L'abbé Andrei n'hésita à signer lisiblement son vote dont voici le texte :
.Appelé à prononcer sur le sort du ci-devant Roi, je vous répète que les doutes énoncés avant-hier à la Convention sur la compétence des juges existent dans toute leur force dans mon esprit.
Comme législateur, je crois que la seule peine légale que Louis a encourue est la déchéance, prononcée par une loi préexistante, dans le cas où il attenterait à la liberté de la Nation. Persuadé en outre que la mort de Louis  est très impolitique et très dangereuse, et qu'une grande mesure générale peut seule sauver la République, je vote pour la réclusion du ci-devant Roi, pendant tout le temps qu'elle sera nécessaire au salut de la Patrie. Signé Antoine Andrei.
Il défendit dans la Convention son compatriote et ami le général Paoli, contre les accusations de Marat, d'Escudier et de Cambon. Décrété d'accusation dans la fameuse séance du 3 octobre 1793, conjointement à 72 de ses collègues, il ne dut son salut qu'à la révolution du 9 thermidor. Il siégea ensuite au conseil des Cinq-Cents. Rentré dans la vie privée, il se rendit au sein de sa famille en Corse et y fut nommé curé de Moïta où il mourut en mai 1815.

## Sources historiques
- « Antoine Andrei », dans Adolphe Robert et Gaston Cougny, Dictionnaire des parlementaires français, Edgar Bourloton, 1889-1891 [détail de l’édition]
- Historama : mars 1974 - n°268